# Anton Schultz
Anton Schultz (* ca. 1690 in Stockholm; † 1736 in Moskau) war ein schwedischer Medailleur und Stempelschneider.

## Leben
Anton Schultz stammte aus Stockholm, wann er dort geboren wurde, ist bisher allerdings unbekannt. Um 1709 trat er in die Dienste des in Leipzig tätigen Medaillenkünstlers Albrecht Krieger. Dieser unterrichtete Schultz zweifelsohne im Stempelschneiden. 1717 verließ er die Messestadt und nahm eine Beschäftigung an der Münzstätte in Kopenhagen auf. Unter dem dortigen Münzmeister Christian Wineke († 1746) war Schultz für das Schneiden der Münz- und Medaillenstempel zuständig sowie für den Prägevorgang. 1724 folgte der Medailleur einem Ruf nach Moskau. Im Zuge der Einstellungsverhandlungen war es ihm offensichtlich gelungen, den sich ebenfalls um eine Anstellung an der dortigen Münze bemühenden Johann Carl Hedlinger, mit dem Schultz bekannt war, zu verdrängen. Der Vertrag wurde zunächst für sechs Jahre geschlossen und später um weitere fünf Jahre verlängert. Nicht nur das Schneiden von Prägestempeln und Punzen gehörte zu seinen dortigen Tätigkeiten, integraler Bestandteil seiner Aufgaben war die Ausbildung russischstämmiger Schüler. Es häuften sich jedoch Beschwerden darüber, dass Schultz dieser letztgenannten Verpflichtung nicht ordnungsgemäß nachkam. So wurde in einem zeitgenössischen Bericht moniert, dass er ziemlich schwach sei und nicht bereit, richtig zu arbeiten. Weiterhin wurde seine häufige Trunkenheit kritisiert. 1736 verstarb der Künstler in Moskau.

## Schaffen

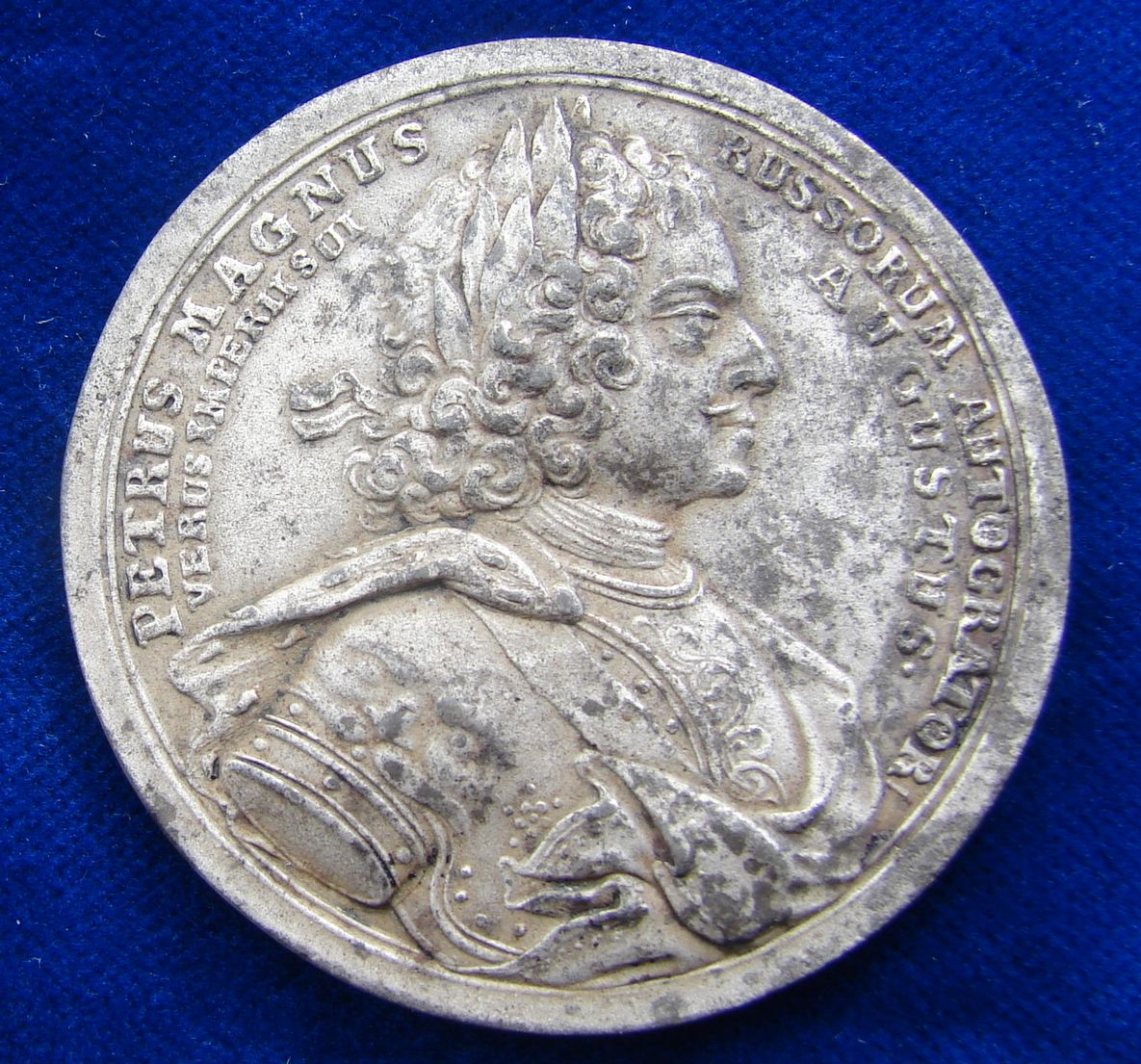
Dänische Medaille 1721 auf den Frieden von Nystad, auf der Vorderseite Peter der Große

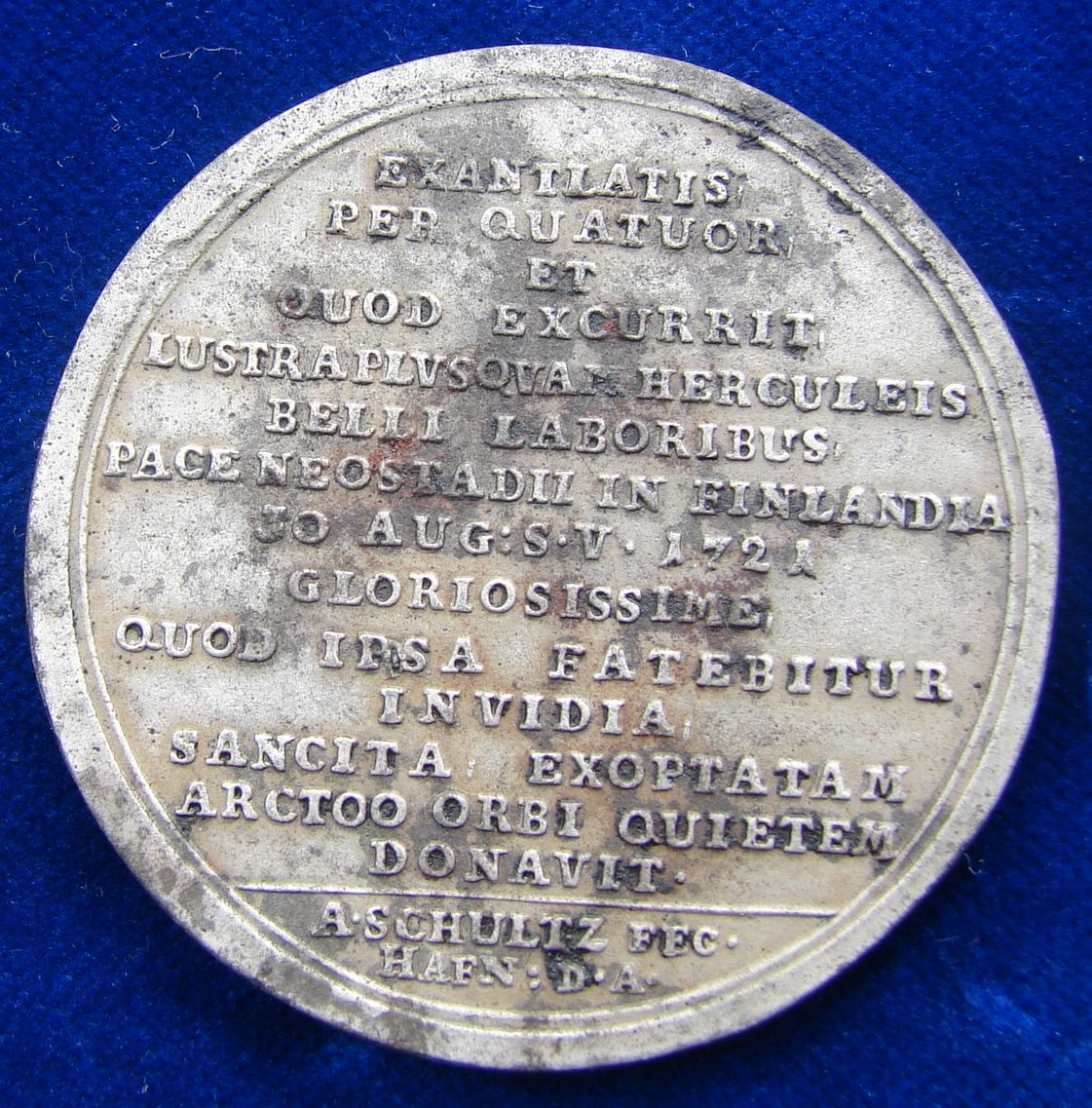
Die Rückseite dieses späteren Eisengusses aus dem 19. Jahrhundert

Das bisher ermittelte künstlerische Œuvre von Schultz ist als eher überschaubar einzustufen. Während seiner Kopenhagener Zeit dürften lediglich drei Medaillen entstanden sein, die sich gänzlich auf Ereignisse des Jahres 1721 beziehen. Eine Arbeit ist der Vermählung Prinz Christians von Dänemark mit Sophie Magdalene von Brandenburg-Kulmbach gewidmet. Eine weitere Prägung fertigte Schultz auf die zweite Eheschließung König Friedrichs IV. von Dänemark und Norwegen mit Anna Sophie von Reventlow. Die dritte Medaille erschien im Auftrag Russlands. Sie zeigt auf dem Avers Peter den Großen und würdigt den Frieden von Nystad.
Den Moskauer Jahren von Schultz lassen sich mindestens sechs verschiedene Medaillentypen zuordnen. 1724 gab die Krönung Katharinas I. zur russischen Kaiserin Anlass zur Prägung einer Medaille. Schultz schnitt dafür den Stempel für die Vorderseite. Ein Jahr später folgte ein Gedenkstück anlässlich des Todes Peters I. Ein weiteres Gepräge auf diesen Potentaten ist mit 1716 datiert und würdigt dessen Flottenkommando vor Bornholm. Bei dieser Medaille scheint es sich um eine spätere, von Schultz stammende Kopie eines unsignierten, wohl in der Tat 1716 hergestellten Schaustückes zu handeln. 1728 entstand ein Geprägetyp auf die Krönung Peters II. zum Kaiser von Russland, wovon eine kleinformatige sowie eine größerformatige Version existiert und erneut der Avers auf Schultz zurückgeht. Anlässlich der Thronbesteigung Anna Iwanownas 1730 erschienen zwei weitere, ähnlich gestaltete Medaillen. Auch dabei stammt jeweils die Vorderseite von Schultz. Im Jahr darauf legte der Künstler das letzte ihm bisher zuweisbare Gedenkstück auf eine von Kaiserin Anna eingeleiteten Münzreform vor.
Die Medaillen von Schultz sind unter anderem mit „A· SCHULTZ FEC·“, „SCHVLTZ· F·“ oder „S· F·“ signiert.